# Музейна миля (Нью-Йорк)
Музейна миля (англ. Museum Mile) — назва ділянки П'ятої авеню, що проходить від 82-ї до 110-ї вулиць на Верхньому Іст-Сайді в районі, який іноді називають Верхнім Карнеґі-Хілл. Миля, яка містить одну з найщільніших виставок культури у світі, насправді на три квартали довша за одну милю (1,6 км). Дев'ять музеїв займають цю частину П'ятої авеню.
Дев'ятий музей, Музей африканського мистецтва, приєднався до цього списку у 2009 році. Він розміщений на 110-й вулиці, перший новий музей, побудований на Милі після Гуггенхайма в 1959 році, відкритий наприкінці 2012 року.

## Музеї
- Колекція Фріка (70-та вулиця)
- Музей мистецтва Метрополітен (82-а вулиця)
- Німецький інститут ім. Ґете (83 вулиця)
- Нова галерея (86-та вулиця)
- Музей Соломона Гуггенхайма (88-а вулиця)
- Національна академія дизайну (89-та вулиця)
- Національний музей дизайну Купера-Хьюїтта, частина Смітсонівського інституту (91-а вулиця)
- Єврейський музей (92-а вулиця)
- Міжнародний центр фотографії (94-та вулиця)
- Музей Нью-Йорка (103 вулиця)
- Музей Барріо (104-а вулиця)
- Музей африканського мистецтва (110-та вулиця)

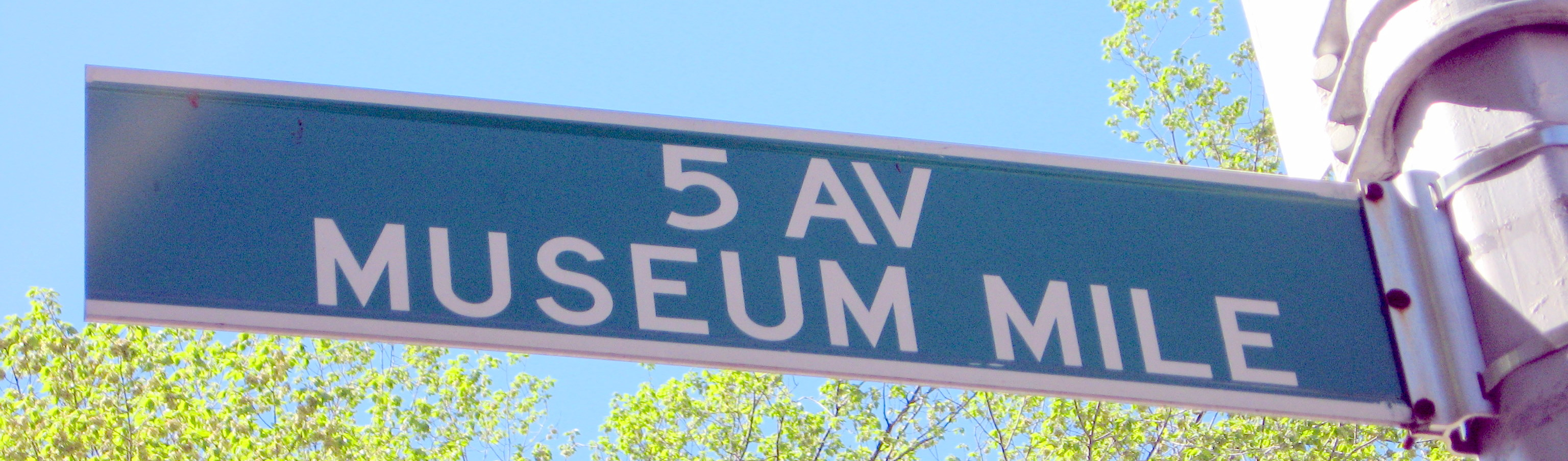
Покажчик на 5-ті авеню Музейної милі